# 高坂朝人
高坂 朝人（たかさか あさと、1983年6月11日 - ）は、日本のボランティア活動家、保護司。再非行防止サポートセンター愛知理事長。
少年院を出院した少年たちの再非行を防止する活動を行っている。

## 経歴
広島県広島市に生まれる。
14歳の頃から暴走族へ加入。その後も非行に走り少年院に2度入院、暴力団の準構成員になるなどする。
2007年に妻が妊娠。それをきっかけに非行から立ち直る。人間関係を整理するため、愛知県へ移住。特別養護老人ホームで働いた。
2014年に再非行防止サポートセンター愛知を設立。理事長に就任。少年たちの非行から立ち直るサポートを行い始める。後に、再非行防止サポートセンター愛知は社会貢献支援財団から表彰を受ける。